# Grundsteinheim
Grundsteinheim is een plaats in de Duitse gemeente Lichtenau (Westfalen), deelstaat Noordrijn-Westfalen, en telt 480 inwoners (2007).

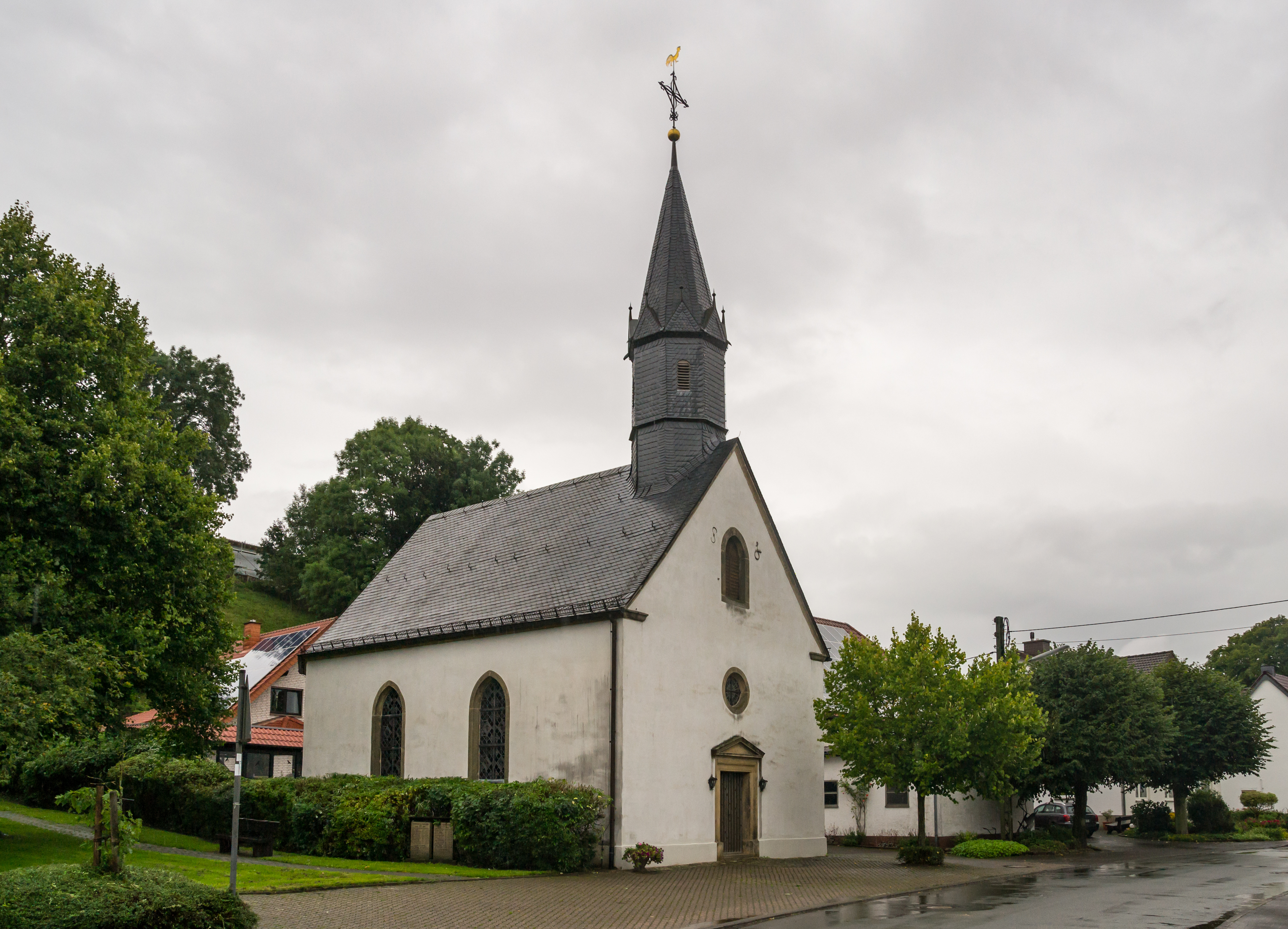
Kapel